# Valdin
João Batista do Nascimento (Fortaleza, 23 de junho de 1979), mais conhecido como Valdin é um jogador brasileiro de futsal. Atualmente, joga pelo Fortaleza na posição de ala.
Valdin possui o recorde de mais gols marcados em um único jogo de futsal, tendo feito 20 gols na vitória do Brasil por 76-0 no Timor-Leste pelos Jogos da Lusofonia de 2006.